# Mestre de Castelsardo

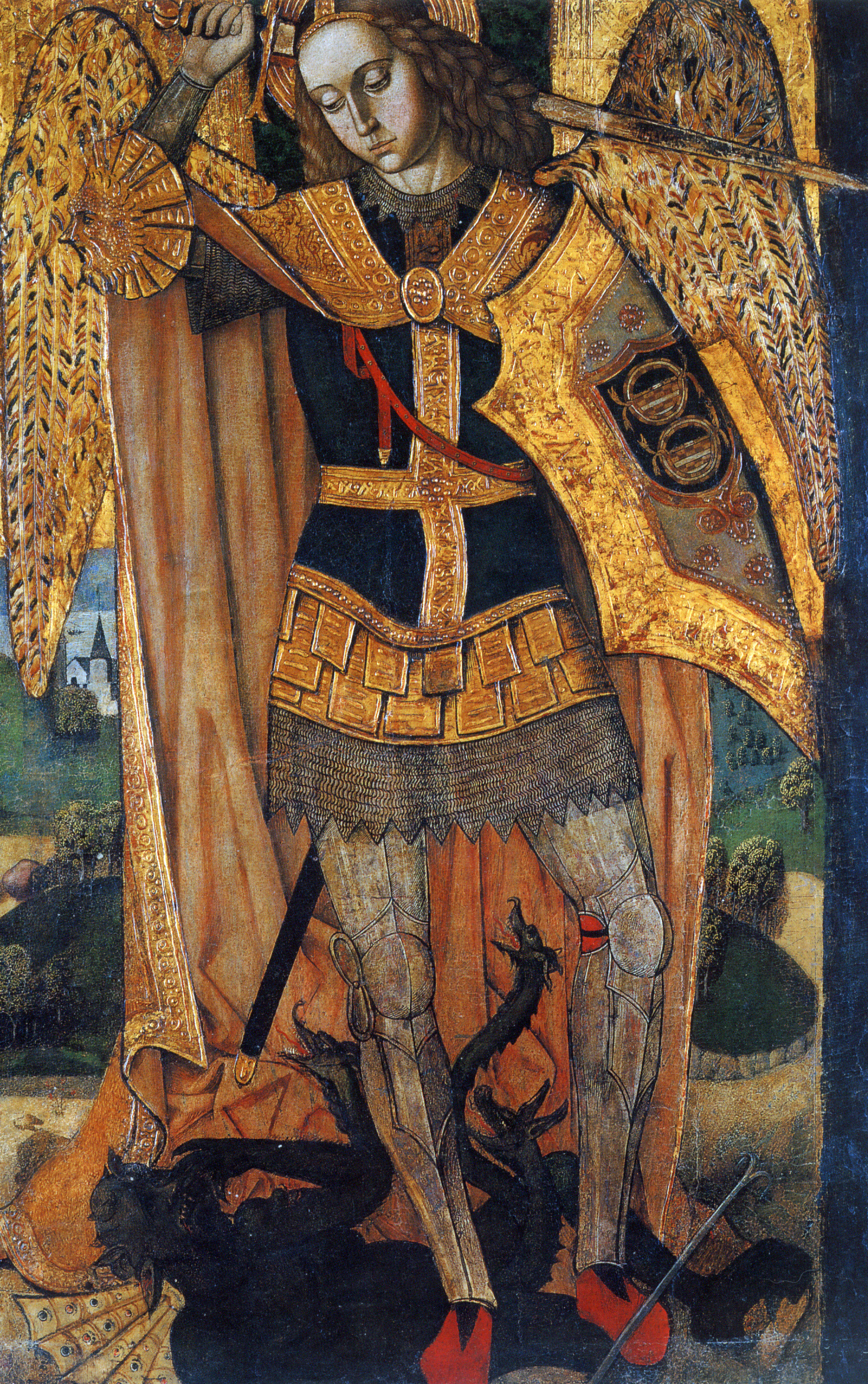
São Miguel Arcanjo, do Mestre de Castelsardo

O Mestre de Castelsardo foi um pintor que trabalhou na Sardenha no final do século XV e começo do século XVI. Seu nome origina-se de uma pintura de uma Madonna e Menino na Catedral de Castelsardo.
Suas influências são primordialmente catalãs e ele talvez tenha começado a pintar em Barcelona, ao redor de 1490, na oficina de Jaume Huguet. Alguns estudiosos identificam-no como Gioacchino Cavaro. É autor de várias obras na Sardenha, Córsega e Catalunha.